# Rise of Brutality
Rise of Brutality is een studioalbum van de hardcoreband Hatebreed, uitgebracht 28 oktober 2003.

## Tracklisting
1. "Tear It Down" – 1:47
2. "Straight to Your Face" – 2:17
3. "Facing What Consumes You" – 3:29
4. "Live for This" – 2:50
5. "Doomsayer" – 3:23
6. "Another Day, Another Vendetta" – 3:04
7. "A Lesson Lived Is a Lesson Learned" – 2:03
8. "Beholder of Justice" – 2:44
9. "This Is Now" – 3:36
10. "Voice of Contention" – 2:27
11. "Choose or Be Chosen" – 1:39
12. "Confide in No One" – 2:38
13. "Bound To Violence" (UK Bonus Track) – 2:23